# William Hamilton (diplomaat)

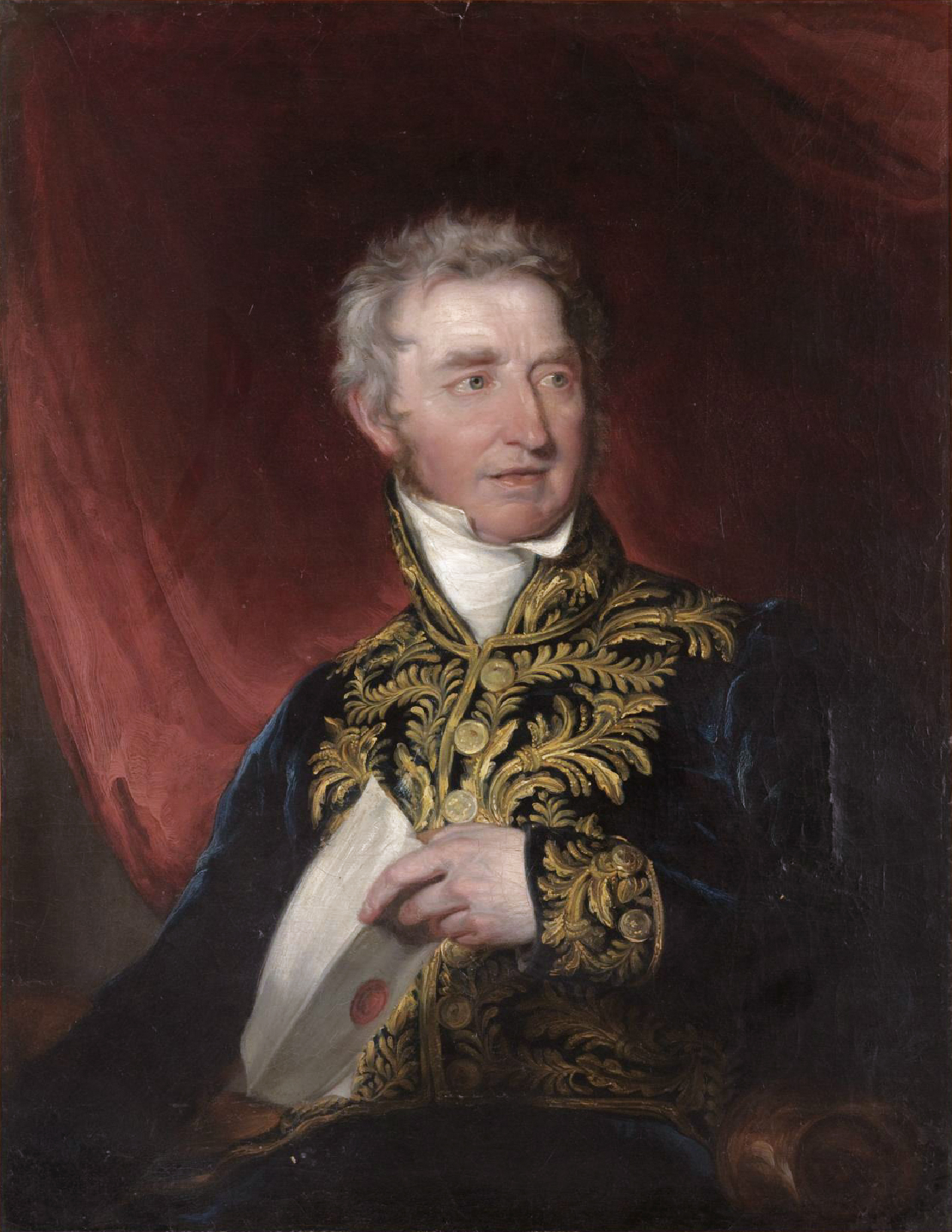
William Hamilton

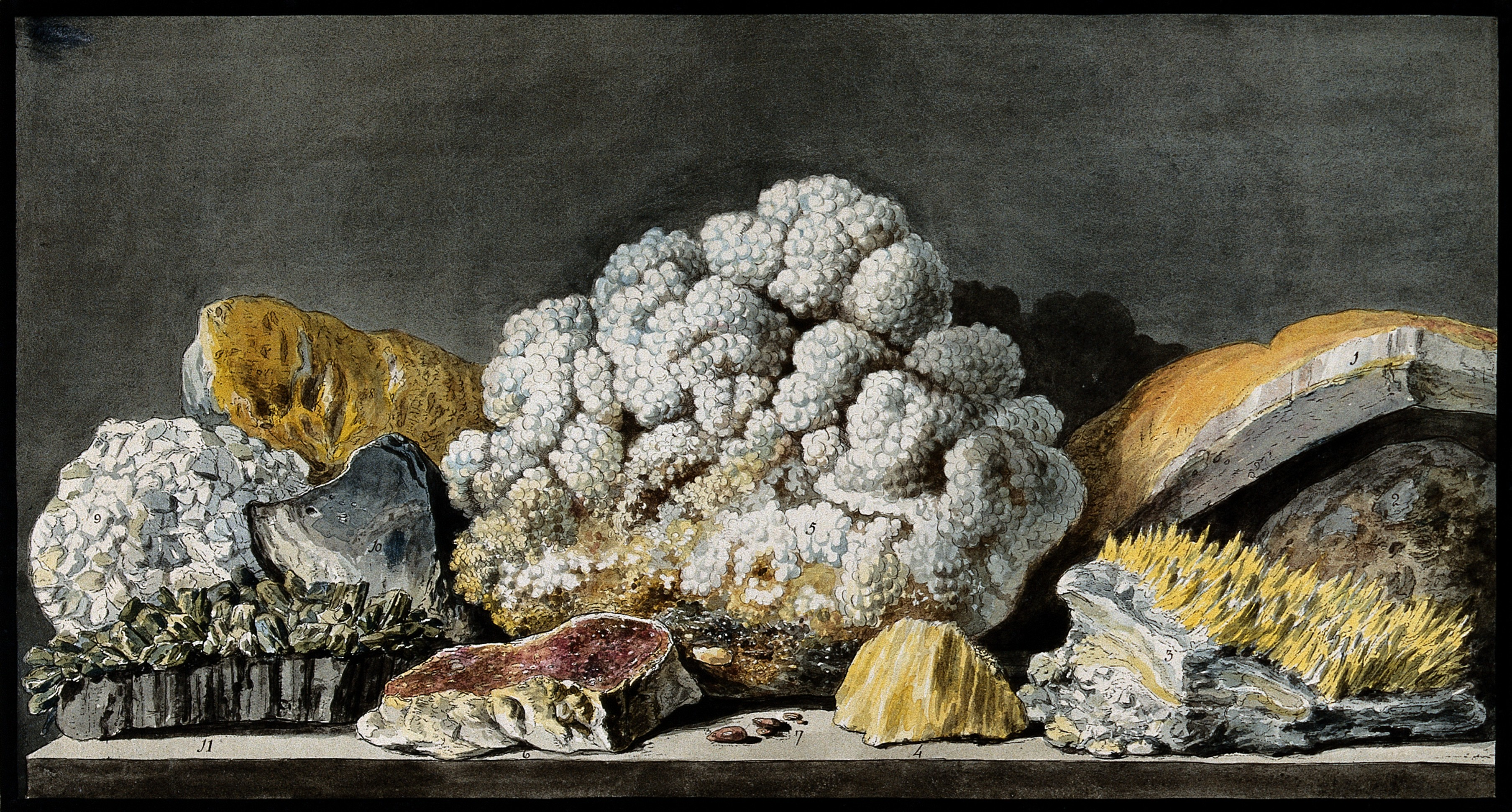
Illustratie uit zijn werk: vulkaanmineralen

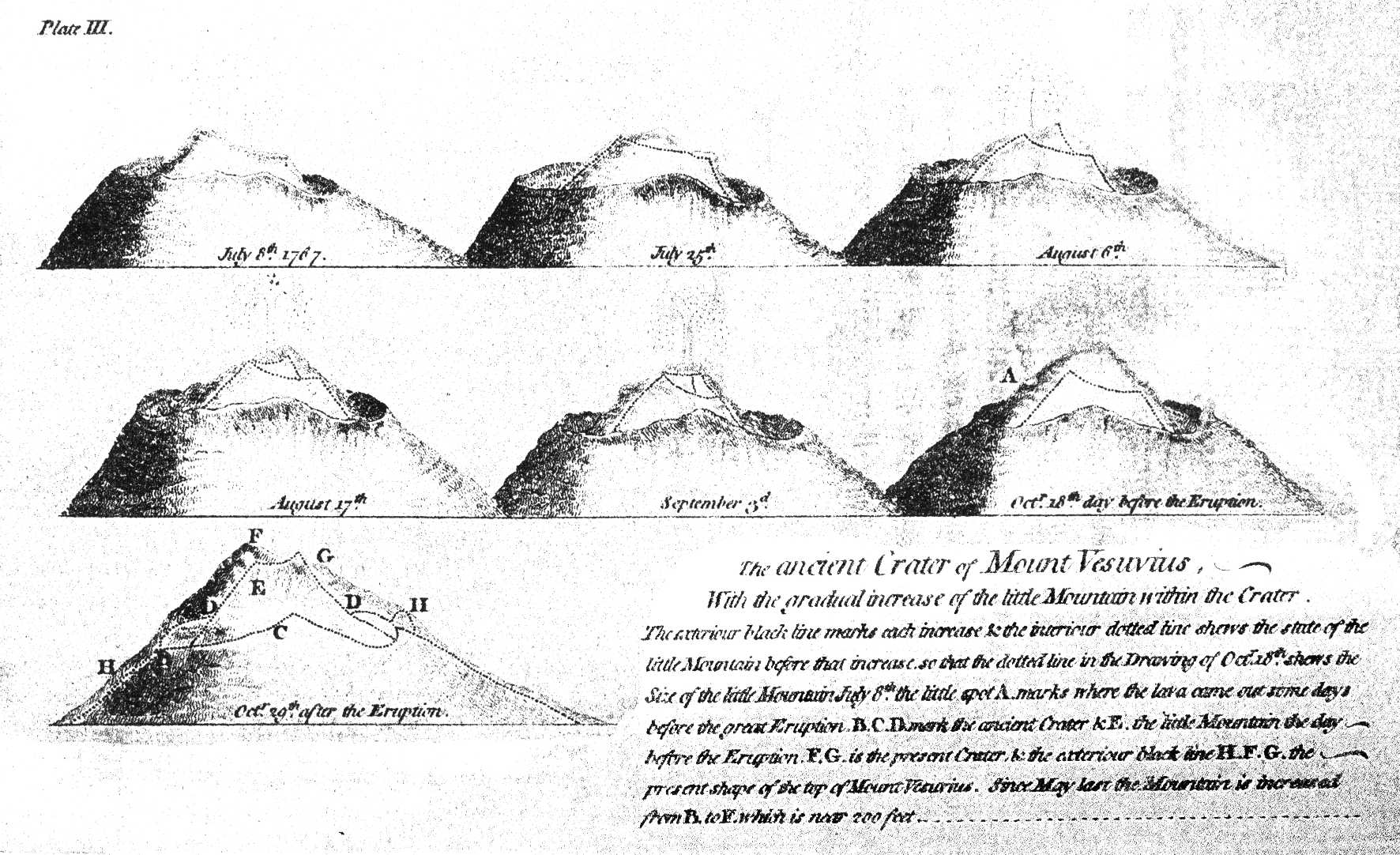
Observatie van de uitbraak van de Vesuvius in 1767

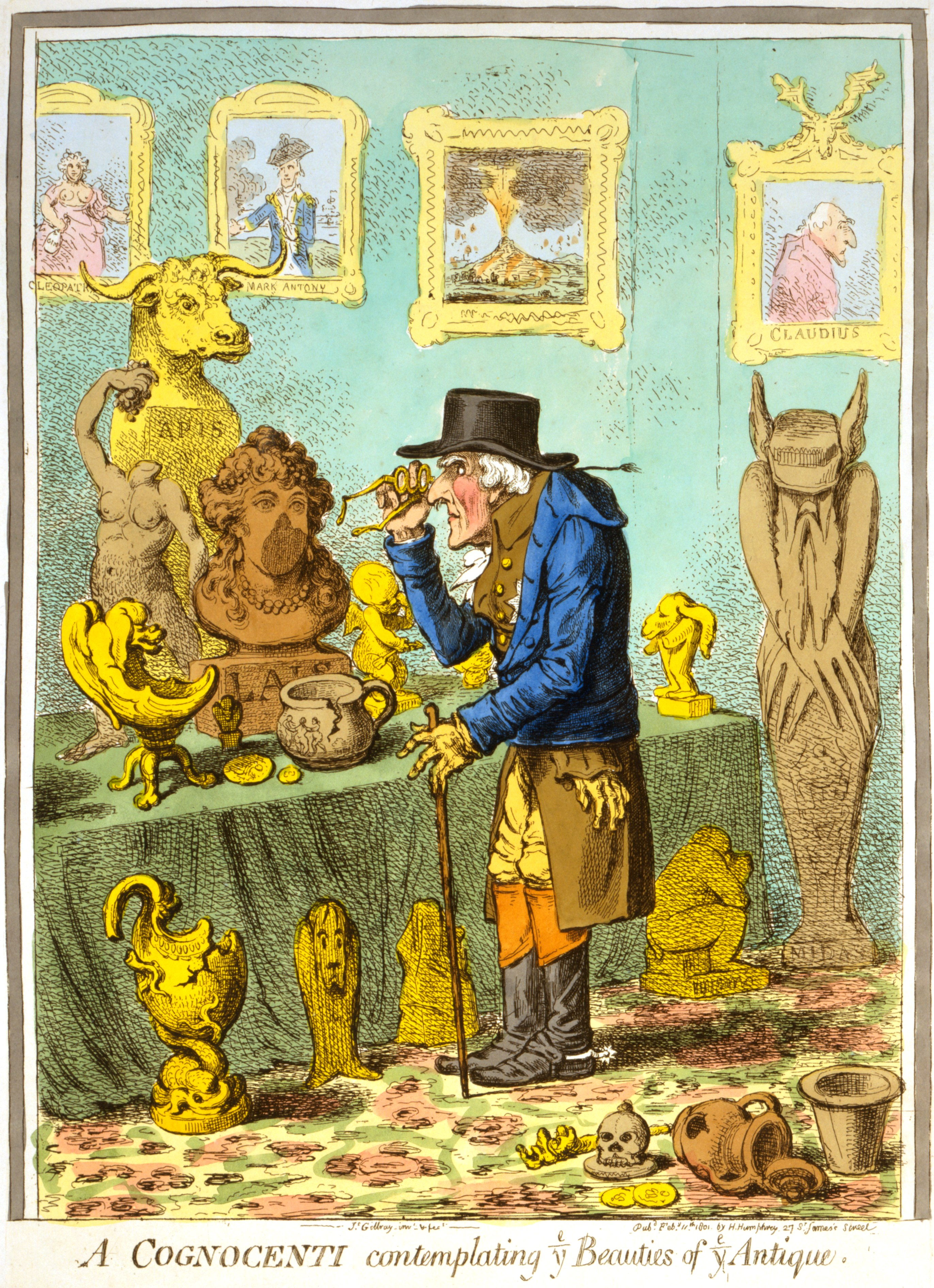
Spotprent over zijn kunstcollectie uit de Klassieke Oudheid

William Douglas Hamilton (Henley-on-Thames, 13 december 1730 – Londen, 6 april 1803) was een Brits aristocraat en diplomaat. Hij was ambassadeur bij de koning van Napels en Sicilië van 1764 tot 1800. Dit gaf hem de gelegenheid onderzoek uit te voeren in de vulkanologie en archeologie. 
Het British Museum in London heeft een belangrijk deel van zijn collectie Griekse, Etruskische en Romeinse kunst te danken aan ambassadeur William Hamilton.

## Levensloop

### Familie
Hamilton was de jongste zoon van Archibald Hamilton, lord of Riccarton en Pardovan en diens derde vrouw Jane Hamilton. Beide ouders behoorden tot het Schots adellijke geslacht Hamilton. 
Hamilton was tweemaal gehuwd:
- Van 1758 tot 1782: met Catherine Barlow, die stierf in 1782. Het echtpaar had buiten een dochtertje dat stierf op jonge leeftijd, geen kinderen. Via de familie van zijn vrouw verwierf Hamilton uitgebreid vastgoed in Wales. Dit bezorgde het echtpaar een belangrijke bron van inkomsten.
- Van 1791 tot zijn dood in 1803: met Amy Lyon. Zij was de maîtresse van admiraal Nelson. Over haar leven gaan de films The Divine Lady (1929) en That Hamilton Woman (1941). Ook in dit huwelijk waren er geen kinderen.

### Jong officier en parlementslid
Van 1747 tot 1758 was hij officier in het Britse leger, meer bepaald in de 3rd Foot Guards. In 1758 verliet hij het leger; het was in hetzelfde jaar dat Hamilton voor de eerste maal in het huwelijk trad. In 1761 werd Hamilton parlementslid in het Hogerhuis. Hij vertegenwoordigde de borough Midhurst in het graafschap Sussex. Als parlementslid vernam hij dat de post van ambassadeur in Napels ging vrijkomen; hij postuleerde voor het ambt en verwierf het in 1764.

### Napels
In 1764 verhuisde het echtpaar Hamilton-Barlow naar Napels. Hamilton was tot Brits ambassadeur benoemd bij de koning van Napels en Sicilië. Hamilton werkte op de ambassade gehuisvest in de Palazzo Sessa in de wijk San Ferdinando. Naast de ambassade in San Ferdinando bezat Hamilton nog drie huizen aan de rand van Napels. Een ervan was in de omgeving van het koninklijk paleis van Caserta.
Hamilton had de hoogste diplomatieke rang bij het koninklijk hof van Napels. Hij was plenipotentiair ambassadeur en buitengewoon gezant van de Britse vorst. Hij hield de koning van Napels buiten de Amerikaanse Onafhankelijkheidsoorlog, die gericht was tegen de Britse Kroon. De koning van Napels bleef neutraal. Ook bemiddelde Hamilton in een familieruzie tussen de Bourbons in Napels en Madrid. Hij was een belangrijk figuur in de diplomatieke kringen in Napels. Tevens ging hij door als de beste danser aan het hof. In de ambassade gaf het echtpaar Hamilton talrijke bals en muziekavonden.
Tijdens zijn vele jaren verblijf in Napels ontpopte Hamilton zich als archeoloog en vulkanoloog. Hij observeerde de vulkaanuitbarstingen van de Vesuvius in 1776 en 1777 en publiceerde zijn notities en illustraties. Tevens zette de Dominicaan Resina aan het werk om hem te helpen bij zijn notities. Hij beklom een twintigtal keren de Vesuvius. Ook bezocht hij enkele keren de Etna in Sicilië. In 1766 werd hij toegelaten tot de Royal Society in Londen. Uit zijn collectie van vulkaanstenen en mineralen deed hij een schenking aan het British Museum (1767). In 1770 reikte de Royal Society of London hem de Copley Medal uit omwille van zijn wetenschappelijk werk in Napels. In 1783 bezocht hij Calabrië na een zware aardbeving.
Met een andere monnik, Antonio Piaggi, ging hij op archeologisch onderzoek in Pompeii en Herculaneum. Hij beschreef de resten van de Isis-tempel in Pompeii. Het archeologisch onderzoek vormde de basis van een uitgebreide collectie van kunst uit de Klassieke Oudheid. Via aankoop en via schenking door Napolitaanse edelen geraakte hij in het bezit van honderden vazen van Etrusken, Griekenland en Rome. Hamilton was een mecenas voor het British Museum. Zijn schenkingen maken een belangrijk deel uit van de collecties in de afdeling Klassieke Oudheid. Hamilton verscheepte naar Londen de volgende collectie (1772): 730 vazen, 175 terracotta's, 300 stuks glaswerk, 627 bronzen figuurtjes, 150 stuks ivoor, 150 edelstenen, 143 gouden versieringen en meer dan 6.000 munten. 
Toen Goethe in 1787 een bezoek aan Napels bracht, was hij onder de indruk van de archeologische verzameling die Hamilton maar bleef uitbreiden. Zo had Hamilton nog kort tevoren Oud-Griekse vazen bekomen uit geopende graven. De collectie van Hamilton bevatte daarnaast Romeinse borstbeelden, munten en andere objecten. In 1796 verkocht Hamilton een deel van zijn collectie aan de koning van Pruisen doch het schip zonk aan de Scilly eilanden. Andere zendingen van Hamilton aan het British Museum bereikten wel hun bestemming. De meest besproken vaas die Hamilton naar Engeland bracht, was de Portlandvaas. Hamilton verkocht de opzienbarende Romeinse vaas aan Lady Margaret Cavendish-Harley, weduwe van de tweede hertog van Portland.
Nadat hij weduwnaar geworden was, verbleef Hamilton een tijdje in Engeland (1784). Dit deed hij opnieuw in 1791. Datzelfde jaar huwde hij in Londen met zijn maîtresse Amy Lyon. Amy, ook Emma genoemd, maakte furore in Napels door haar optredens als bacchante, en nog meer als maîtresse van admiraal Horatio Nelson. Nelson was een graag gezien gast in de residentie van ambassadeur Hamilton in Napels. 
In 1799 maakte ambassadeur Hamilton de opstand mee, wat leidde naar de Parthenopeïsche Republiek. Deze opstand werd snel gevolgd door een Franse invasie. Hamilton verbleef in ballingschap, tezamen met het koningspaar van Napels, in Palermo op Sicilië. De relatie van zijn vrouw Emma met admiraal Nelson geraakte alom bekend in Engeland. Het leidde tot spotprenten over zijn persoon. Zijn ambt van ambassadeur liep ten einde (1800).
Aan zijn sterfbed (1803) stonden zowel zijn echtgenote Emma als Horatio Nelson. Hij werd begraven naast zijn eerste vrouw in Slebech, in Pembrokeshire, Wales.

## Publicaties van hem
- Observations on Mount Vesuvius, Mount Etna and Other Volcanos in Letters to the Royal Society Londen (1772), 8 volumes geïllustreerd met talrijke platen.
- Campi Phlegraei. Dit was een werk over vulkanen in de Twee Siciliën, gepubliceerd in 2 volumes in 1776 in Napels.
- An Account of the Earthquakes in Calabria, Sicily, gepubliceerd in Firenze in 1783, 8 volumes.

- Bibsys: 7057428
- Biblioteca Nacional de Chile: 000323029
- Biblioteca Nacional de España: XX964012
- Bibliothèque nationale de France: cb12207168c (data)
- Catàleg d'autoritats de noms i títols de Catalunya: 981058521134206706
- CiNii: DA08556613
- Gemeinsame Normdatei: 118701231
- International Standard Name Identifier: 0000 0001 1119 3811
- KulturNav: fdbdcd5e-f80e-4ebe-9ae3-bdae516db8c8
- Library of Congress Control Number: n50019983
- Nationale Bibliotheek van Letland: 000340235
- Nationale Bibliotheek van Tsjechië: jn20000602787
- Nationale bibliotheek van Australië: 44629273
- Nationale Bibliotheek van Israël: 987007311028105171
- Nationale Bibliotheek van Polen: a0000002029767
- Nationale en Universitaire bibliotheek Zagreb: 000386576
- Nederlandse Thesaurus van Auteursnamen: 070534462
- Réseau des bibliothèques de Suisse occidentale: 02-A012376843
- Istituto Centrale per il Catalogo Unico: CFIV013621
- LIBRIS: 260717
- SNAC: w6gb2gks
- Système universitaire de documentation: 030710286
- Trove: 1460624
- Union List of Artist Names: 500234139
- Virtual International Authority File: 41888125
- WorldCat: E39PBJkT466KKmrbmgXXTMCRKd